# Casimiro Zbikoski
Casimiro Zbikoski S.A. es una empresa privada de transporte público argentina, que ofrece servicios de transporte ferroviario, bajo el nombre de Ferrocarril Internacional Casimiro, y de autobuses, a través del nombre Don Casimiro.
Desde 2015 brinda un servicio ferroviario internacional de pasajeros que conecta la ciudad argentina de Posadas con la ciudad paraguaya de Encarnación, a través del Tren Binacional Posadas-Encarnación.

## Historia
La empresa nace el 19 de octubre de 1964 siendo sus fundadores, Casimiro Zbikoski y su hijo Eduardo Valois Zbikoski, descendientes de inmigrantes brasileños.
En 2004, tras el fallecimiento de Eduardo Valois, la empresa sufrió reestructuraciones y en 2008 se dividió en dos partes. Las empresas que la compañía poseía en Buenos Aires desde 1996, entre las que se encontraba La Nueva Metropol, quedaron en manos de una parte de la familia, y Casimiro Zbikoski quedó en manos de las viudas de Casimiro y Eduardo, y del empresario Marcelo Zbikoski.